# Grevillea marriottii
Grevillea marriottii är en tvåhjärtbladig växtart som beskrevs av P.M. Olde. Grevillea marriottii ingår i släktet Grevillea och familjen Proteaceae. Inga underarter finns listade i Catalogue of Life.